# Eilat
Eilat (hebrejski אֵילַת,, znan i kao Elat) je najjužniji grad Izraela, u sklopu Južnog distrikta. Smješten između Egipatskog sela Taba i Jordanskog grada Akaba, Eilat se nalazi na sjeveru Akapskog zaljeva te ima izlaz na Crveno more. Naziv je dobio po Biblijskom Elatu, koji se nalazi u modernom gradu Akaba. Ima oko 55.000 stanovnika prema procjeni za 2006.

## Klima
Vrijeme u Eilatu je jako vruće, suho i sparno zbog blizine pustinje Negev i pustinje u Sinaju. Temperature po ljeti prelaze i preko 40 stupnjeva Celzijevih, a u zimi preko 22 stupnja, dok je prosječna količina padalina samo 37 mm godišnje. Ipak, relativno hladne (između 22 i 25 stupnjeva Celzijevih) i čiste vode Crvenog mora, koje je dom raznim morskim vrstama, zbog čega je popularna turistička atrakcija.

## Turizam i transportacija
Eilat je postao slobodna carinska zona 1985. a posjeduje i lokalni aerodrom (lokalni kod: ETH, međunarodni kod: LLET). Međunarodni letovi za grad dolaze od Ovda International Airport koji se nalazi nekih 50 km sjeveroistočno od grada. Grad također ima dva granična prijelaza: Taba prijelaz, prema Egiptu, te Wadi Araba prema Akabi u Jordanu.

## Atrakcije
Eilat ima razne atrakcije, kao što su podmorski koraljni opservatorij, koraljni rezervat koji je najsjeverniji koraljni greben na svijetu, IMAX dvoranu i ustanove za ronjenje. Eilatova stanovništvo ima velik broj stranih radnika – procjenjuje se oko 10.000 – od kojih mnogi rade na gradilištu. Osim Egipta i Jordana, s Eilata se može vidjeti i Saudijska Arabija.

## Povijest
Eilat se spominje kao jedno od mjesta gdje su stali djeca Izrale nakon Egzodusa iz Egipta. Nastanjen je već od 10. stoljeća pr. Kr. Kralj David se spominje kako je osvojio Edom i Eilat također. Kralj Salomon ga je koristio kao luku, ako i kasnije Rimljani i Bizant. Grad su 1116. osvojili križari, a 1167. Saladin. Tijekom povijesti je izgubio svoje značenje.
Područje Eilata je bilo predviđeno kao dio židovske države prema UN-ovom planu za podjelu Palestine iz 1947. Tijekom Arapsko-izraelskog rata 1948. na tom se području nalazila samo jedna zgrada, stara Otomanska policijska stanica Umm Rashrash, koja je zauzeta bez borbe 1949. tijekom operacije Uvda. Izraelska vojska je postavila svoju kontrolu nad tim područjem i podignuli zastavu gdje će se kasnije sagraditi grad Eilat.
Eilat se počeo graditi već idućih godina te je postao važna luka kao jedini izlaz Izraela na Crveno more. Eilat ima važno strateško značenje jer osigurava prilaz tržištu istočne  Afrike i jugozapadne Azije pošto je Egipat nakon osnutka Izraela  – zabranio prolaz svakom izraelskom brodu kroz Sueski kanal ili brodu koji donosi prtljagu u Izrael. Nakon što je 1967. Egipat blokirao i sam Eilat tako što je zabranio prolaz brodovima kroz Tiranski tijesnac, to je bio povod za Šestodnevni rat. 
Nakon Intifade, Eilat je bio jedan od onih Izraelskih gradova u kojem nije bilo nijednog terorističkog napadu, sve do incidenta 2007. u pekari u kojoj je jedan Palestinac iz Gaze detonirao bombu.

## Sestrinski gradovi
- Antibes-Juan-les-Pins, Francuska
- Arica, Čile
- Durban, Južnoafrička Republika
- Smolian, Bugarska
- Kamen, Njemačka
- Kampen, Nizozemska
- Los Angeles, SAD
- Sopron, Mađarska
- Piešťany, Slovačka
- Ushuaia, Argentina

## Vanjske poveznice
- Službene stranice grada  Arhivirana inačica izvorne stranice od 14. svibnja 2007. (Wayback Machine) (Hebrejski jezik)
- Film o Eilatu
- Dupinski greben u Eilatu
- Turistički site  Arhivirana inačica izvorne stranice od 1. ožujka 2009. (Wayback Machine)
- Eilat.com  Arhivirana inačica izvorne stranice od 27. kolovoza 2005. (Wayback Machine)
- Židovska virtualna knjižnica